# لنه، آلمان
شهر لنه، آلمان (به آلمانی: Lohne, Germany) در ایالت نیدرزاکسن در کشور آلمان واقع شده‌است.